# Almaceda
Almaceda ist eine Gemeinde (Freguesia) im portugiesischen Kreis (Concelho) von Castelo Branco. In ihr leben 511 Einwohner (Stand 19. April 2021).

## Geschichte
Funde legen eine menschliche Besiedlung seit der Bronzezeit nahe. Aus der Zeit der Lusitaner und der römischen Besatzung sind ebenfalls Spuren zu finden, u. a. Hinweise auf hier bestehende Befestigungen. Zur Zeit der Besetzung durch die Araber als Almazeida (etwa hohe Wasser) bekannt, legten diese hier Bewässerungskanäle an und förderten Erze. In der Schenkungsurkunde des Gebietes an den Templerorden 1182 wurde Almaceda erstmals im unabhängigen Königreich Portugal erwähnt, um dann dem kurz später geschaffenen Kreis von Sarzedas angeschlossen zu werden. Mit Auflösung des Kreises kam der Ort 1848 zum Kreis São Vicente da Beira. Seitdem dieser 1895 seinerseits aufgelöst wurde, gehört Almaceda zum Kreis Castelo Branco.

## Kultur, Sport und Sehenswürdigkeiten
Die Gemeindekirche (Igreja Paroquial de Almaceda) aus dem 16. Jahrhundert ist als Igreja de São Sebastião dem Heiligen Sebastian geweiht. Sie steht unter Denkmalschutz, neben drei weiteren Bauwerken in der Gemeinde.
Der Ort Martim Branco gilt als besonders gut erhaltenes, traditionelles Dorf, und wurde auf Grund seiner Schieferarchitektur in die Route der Schieferdörfer aufgenommen, den Aldeias do Xisto.

## Verwaltung
Die Gemeinde besteht aus folgenden Ortschaften:
- Almaceda
- Ingarnal
- Martim Branco
- Padrão
- Paiágua
- Ribeiro das Eiras
- Rochas de Baixo
- Rochas de Cima
- Valbo